# Slim Thug
Slim Thug, de son vrai nom Stayve Jerome Thomas, né le 8 septembre 1980 à Houston, au Texas, est un rappeur américain. Il se popularise en participant au célèbre single Still Tippin' (2005) du rappeur Mike Jones, premier titre d'un rappeur de Houston à se placer dans le top 50 au niveau national.

## Biographie

### Jeunesse
Stayve est né le 8 septembre 1980 à Houston, au Texas. Il grandit dans le quartier de Homestead/Scenic Woods. À 17 ans, il effectue des freestyles au lycée. Il lance sa carrière musicale dans le hip-hop avec Swishahouse à la fin des années 1990. Après avoir réalisé combien il pouvait gagner en publiant ses propres mixtapes, il se sépare en bons termes avec Swishahouse et lance son label indépendant, Boss Hogg Outlawz. Il enregistre son premier album studio en indépendant avec Lil' Keke, The Big Unit (2003) et se fait connaître dans le sud des Etats-unis.

### Already Platinum(2005–2008)
Le premier album de Slim Thug aux labels Star Trak Entertainment et Interscope Records, Already Platinum, est publié le 12 juillet 2005 après plusieurs reports de date,. Il débute deuxième au classement Billboard 200 et compte à 130 000 exemplaires la première semaine. Les singles incluent 3 Kings en featuring avec T.I. et Bun B, et I Ain't Heard of That en featuring avec Pharrell et Bun B. Slim Thug participe à la chanson Still Tippin' avec Mike Jones et Paul Wall, au single Check on It de Beyoncé Knowles et à la chanson Luxurious de Gwen Stefani. Avec Boss Hogg et Outlawz, Slim Thug publie trois albums, Boyz N Blue (2004), Serve and Collect (2007) et Back by Blockular Demand: Serve and Collect II (2008). Il quitte Star Trak et Interscope Records en 2008.
Le deuxième album de Slim Thug, Boss of All Bosses, est publié le 24 mars 2009 et atteint la 15e place du Billboard 200. Il contient le single I Run.

### Tha Thug Show(depuis 2010)
Le troisième album de Slim Thug, Tha Thug Show est publié le 30 novembre 2010. Le premier single s'intitule Gangsta avec Z-Ro, et le second single, intitulé So High, fait participer le rappeur et chanteur B.o.B. L'album atteint la 89e place du Billboard 200. Le 23 avril 2013, il publie un nouvel EP intitulé Welcome to Texas EP qui fait participer Rick Ross, Pimp C et Ludacris, entre autres.
En 2015, Slim Thug publie une série de quatre albums intitulée Hogg Life. Le premier volet, Hogg Life: The Beginning, atteint la 131e place du Billboard 200.

## Vie privée
Slim Thug est le compagnon de LeToya Luckett jusqu'en 2006,. Il explique que la relation s'est terminée lorsque Luckett a appris qu'il l'avait trompé avec une autre femme et qu'il avait eu un enfant. Selon MTV News, la vidéo Hip Hop Saved My Life de Lupe Fiasco s'inspire de la vie de Slim Thug.

## Discographie

### Albums studio
- 2005 : Already Platinum
- 2009 : Boss of All Bosses
- 2010 : Tha Thug Show
- 2013 : Boss Life
- 2015 : Hogg Life: The Beginning[11]
- 2015 : Hogg Life vol. 2: Still Surviving[17]
- 2015 : Hogg Life vol. 3: Hustler of the Year[18]
- 2015 : Hogg Life 4[11]
- 2017 : The World is Yours
- 2019 : Suga Daddy Slim on tha Prowl

### Singles
- 2003 : Getchya Hands Up  (feat. ESG)
- 2004 : Like a Boss
- 2005 : 3 Kings  (feat. T.I. & Bun B)
- 2005 : I Ain't Heard Of That  (feat. Pharrell Williams & Bun B)
- 2006 : Diamonds (Remix)  (feat. Young Jeezy, Killa Kyleon & Slick Pulla)
- 2006 : Incredible Feelin'  (feat. Jazze Pha)
- 2007 : Recognize A Playa  (feat. Boss Hogg Outlaws)
- 2007 : Ride On 4's  (feat. Boss Hogg Outlaws)
- 2007 : Wood Grain Wheel
- 2007 : Theme Song
- 2009 : I Run  (feat. Jim Jonsin)
- 2009 : Thug
- 2010 : So High  (feat. B.o.B)
- 2010 : Gangsta (feat. Z-Ro)
- 2010 : Cadillac Music  (feat. Devin The Dude & Dre Day)
- 2010 : How We Do It (feat. Rick Ross)
- 2010 : Coming From  (feat. Big K.R.I.T. & J-Dawg)
- 2011 : What Up (feat. J-Dawg & Dre Day)
- 2012 : Houston (feat. Paul Wall, Chamillionaire & Z-RO)

### Apparitions
- 2005 : Gwen Stefani feat. Slim Thug - Luxurious
- 2006 : Beyoncé Knowles feat. Slim Thug & Bun B - Check on It
- 2006 : Mike Jones feat. Slim Thug & Paul Wall - Still Tippin
- 2008 : J-Dawg feat. Slim Thug - Ride on 4's
- 2010 : Bun B feat. Slim Thug - Ridin Slow
- 2010 : 8Ball and MJG feat. Slim Thug - Life Goes On
- 2010 : Dorrough feat. Slim Thug - Handcuffs
- 2010 : J-Dawg feat. Slim Thug - First 48
- 2011 : Big Boss E feat. Slim Thug & Bun B - Been Bout Bread
- 2011 : E-40 feat. Slim Thug & Bun B - That Candy Paint
- 2011 : Baby Bash feat. Slim Thug - Swanananana
- 2011 : C.Stone feat. Slim Thug - Been Getting Money
- 2012 : Big Krit feat. Slim Thug & Lil Keke - Me and My Old School
- 2012 : Marcus Manchild feat. Slim Thug - We Wrong
- 2012 : The Game feat. Fabolous, Eric Bellinger & Slim Thug - Death Penalty
- 2013 : The Game feat. Kanye West, Trae Tha Truth, Z-Ro, Paul Wall & Slim Thug - Rollin'
- 2013 : Jeune Ras feat. Slim Thug - Get It
- 2013 : Tony Jones feat. Slim Thug - Diamonds In My Chain